# An Yu-jin
Dans ce nom coréen, le nom de famille, An, précède le nom personnel.
An Yu-jin (hangeul: 안유진), née le 1er septembre 2003, est une chanteuse sud-coréenne révélée en tant que membre du girl group nippo-sud-coréen Iz*One, formé par l'émission Produce 48 en 2018. À la suite de la dissolution de celui-ci en 2021, elle devient membre du girl group IVE sous le label Starship Entertainment.

## Biographie
En 2017, avant ses débuts en tant qu'artiste, An Yu-jin se fait remarquer par son apparition dans un film publicitaire pour la marque de lentilles de contact Acuvue.
En 2018, An Yu-jin fait sa première apparition à la télévision en participant à l'émission de survie Produce 48 de Mnet. Elle y représente son agence Starship Entertainment qu'elle a rejoint environ un an et demi auparavant. Elle terminera cinquième au classement final, ce qui lui permettra de faire ses débuts au sein du groupe nippo-sud-coréen Iz*One. Elle promouvra alors en tant que membre du groupe pendant deux ans et demi, jusqu'à sa dissolution en avril 2021.
Quelques mois plus tard, en novembre 2021, An Yu-jin est annoncée comme membre et leader de IVE, le nouveau girl group de Starship Entertainment.
En 2023, An Yu-jin remporte sa première récompense en solo lors des Brand of the Year Awards dans la catégorie « Idol Entertainer ».

## Mode et publicité
Parallèlement à ses activités de groupe, Yujin vient à être à l'affiche de magazines de mode coréens notamment Dazed et Marie Claire,.
Yujin est également sélectionnée par des marques afin de promouvoir leurs produits. Entre 2017 et 2018, elle apparait dans des films promotionnels pour la marque de lentilles de contact Acuvue. Durant la même période, elle est sélectionnée ambassadrice pour promouvoir la boisson énergétique Gatorade. En 2021, c'est cette fois-ci pour la boisson Pepsi qu'elle fait campagne. L'année suivante, Yujin est choisie par la marque Versace pour participer à la campagne internationale de sa collection printemps-été 2022. En avril, elle devient modèle pour la marque coréenne de soins de la peau Dewytree. 
Depuis décembre 2022, Yujin est égérie de la marque de maquillage Clio Cosmetics. En 2023, elle devient notamment ambassadrice sud-coréenne de la marque de luxe italienne Fendi. En 2025, c'est pour la marque Lacoste qu'elle devient l'ambassadrice sud-coréenne.

## Discographie

### Singles promotionnels
| Année | Titre                                        | Note                                              | Réf.   |
| ----- | -------------------------------------------- | ------------------------------------------------- | ------ |
| 2022  | Move Like This (avec Kang Daniel & Kim Yuna) | Chanson promotionnelle pour la marque Gatorade.   | [ 18 ] |
| 2023  | This Wish (소원을 빌어)                      | BO coréenne du film d'animation Wish.             | [ 19 ] |
| 2024  | Dreaming                                     | Chanson promotionnelle pour le webtoon The Great. | [ 20 ] |
| 2025  | Sunny Day                                    | BO de la série sud-coréenne Resident Playbook.    | [ 21 ] |

### Crédits musicaux
| Année | Titre    | Artiste | Album         | Autre(s) crédit(s) |
| ----- | -------- | ------- | ------------- | ------------------ |
| 2020  | With*One | Iz*One  | Oneiric Diary | Iz*One             |
| 2023  | Heroine  | IVE     | I’ve IVE      | Aucun(s)           |

## Émissions de télévision
| Année(s)                      | Titre                         | Chaîne                        | Note(s)                       | Réf.                          |
| En tant que membre du casting | En tant que membre du casting | En tant que membre du casting | En tant que membre du casting | En tant que membre du casting |
| ----------------------------- | ----------------------------- | ----------------------------- | ----------------------------- | ----------------------------- |
| 2019                          | My Little Television 2        | MBC                           | 18 épisodes                   | [ 23 ]                        |
| 2022—2025                     | Earth Arcade                  | tvN                           | 3 saisons                     | [ 24 ]                        |
| 2024                          | Earth Arcade's Vroom Vroom    | tvN                           | Spin-off ; 5 épisodes         | [ 25 ]                        |
| 2024                          | Crime Scene Returns           | TVING                         | 10 épisodes                   | [ 26 ]                        |
| En tant que présentatrice     |                               |                               |                               |                               |
| 2022                          | The Iron Squad 2              | Channel A                     |                               | [ 27 ]                        |
| 2021—2022                     | Inkigayo                      | SBS                           | 38 émissions                  | [ 28 ]                        |
| 2022—2024                     | SBS Gayo Daejeon              | SBS                           | 4 éditions                    | [ 29 ]                        |
| En tant que participante      |                               |                               |                               |                               |
| 2018                          | Produce 48                    | Mnet                          |                               | [ 30 ]                        |
| 2018                          | King of Mask Singer           | MBC                           |                               | [ 31 ]                        |
| 2021                          | King of Mask Singer           | MBC                           |                               | [ 32 ]                        |